# Loçka jeme
Loçka jeme är det andra albumet från den kosovoalbanska sångerskan Albërie Hadërgjonaj. Albumet släpptes år 2006 på skivbolaget Eurostar. Albumets titelspår skrevs av Pandi Laço och Adrian Hila och till låten spelade man in en musikvideo.
På albumet finns även Hadërgjonajs bidrag till Kënga Magjike 5, "Ti nuk je", med vilket hon slutade på tredje plats i tävlingen.

## Låtlista
| Nr | Titel                            | Kompositör               | Kompositör/musik | Längd |
| -- | -------------------------------- | ------------------------ | ---------------- | ----- |
| 1. | Loçka jeme                       | Pandi Laço               | Adrian Hila      | 3:47  |
| 2. | Dashuria                         | Agim Doçi                | Edmond Zhulali   | 4:08  |
| 3. | Eja                              |                          |                  |       |
| 4. | Fajtor nga pafajsia              |                          |                  |       |
| 5. | Ti nuk je                        | Timo Flloko, Adrian Hila | Adrian Hila      | 4:28  |
| 6. | Sonte                            |                          |                  |       |
| 7. | Për buzët që s'puthin si më parë |                          |                  |       |
| 8. | Perse na ikën ëndrrat            |                          |                  |       |
| 9. | Jeta s'është loder               |                          |                  |       |